# Morangis (Essonne)
Morangis è un comune francese di 13 211 abitanti situato nel dipartimento dell'Essonne nella regione dell'Île-de-France.

## Società

### Evoluzione demografica
Abitanti censiti